# Brambory
Brambory település Csehországban, a Kutná Hora-i járásban. Brambory Horka I, Litošice és Bílé Podolí településekkel határos. Lakosainak száma 109 fő (2024. január 1.).

## Népesség
A település lakosságának változását az alábbi diagram mutatja:
| Lakosok száma | 107  | 172  | 126  | 91   | 137  | 111  | 106  | 112  | 125  | 109  |
|               | 1869 | 1900 | 1921 | 1961 | 1980 | 2011 | 2016 | 2019 | 2021 | 2024 |